# Myles Munroe
Myles Munroe (Grand Bahama, 1954. április 20. –‎ Grand Bahama, 2014. november 9.) bahamai evangélista, lelkész, professzor, író, előadó és vezetési tanácsadó. Megalapította és vezette a Bahamas Faith Ministries International (BFMI) és a Myles Munroe International (MMI) szervezeteket. Emellett a Nemzetközi Harmadik Világbeli Vezetők Szövetségének vezérigazgatója és igazgatótanácsának elnöke, valamint a Nemzetközi Vezetőképző Intézet elnöke volt. Dr. Munroe számos könyv szerzője. 

## Életrajz

### Fiatal évei és tanulmányai
1954-ben a Bahamákon, Nassauban született Myles Egbert Munroe néven. Szegénységben nőtt fel egy tizenegy gyermekes családban. A nassaui Bain Town választókerületben nevelkedett, és egész életében a Bahama-szigetek Nemzetközösség lakosa volt. Munroe tinédzserkorában élte át személyesen Isten érintését. Az Oral Roberts Egyetemre (ORU) járt, ahol 1978-ban képzőművészeti, pedagógiai és teológiai alapdiplomát  , majd 1980-ban a Tulsa Egyetemen MBA mesterdiplomát szerzett. Munroe több díszdoktori címet kapott különböző felsőoktatási intézményektől, és az ORU Teológiai Doktori Iskolájának adjunktusa volt. Számos könyvet írt, első könyve "The Principle and Power of Kingdom Citizenship: Keys to Experiencing Heaven on Earth" címmel 1992-ben jelent meg.

### Család
Felesége, Ruth Munroe, társlelkészként szolgált a BFMI-nél. 1978-ban házasodtak össze. Két gyermekük született: Myles Jr. (aki Chairo néven is ismert) és Charisa.

### Egyházi szolgálata
Miután diplomát szerzett a Tulsai Egyetemen, Munroe az 1980-as évek elején megalapította a Bahamas Faith Ministries International szervezetet. 

### Halála
Munroe és felesége egy magánrepülőgép-szerencsétlenségben vesztették életüket leszállás megkísérlése közben 2014. november 9-én. A repülőgépük a viharos időben egy darunak ütközött a Grand Bahama Nemzetközi Repülőtér közelében. A repülőgépen tartózkodó minden személy életét vesztette a Bahamas Faith Ministries International több vezetőjét beleértve. Repülőgépükkel Freeportba, Grand Bahama-szigetre tartottak egy konferenciára.

## Díjak és kitüntetések
- 1998: A Brit Birodalom Rendje kitüntetés „a vallásért tett szolgálatáért”
- 1998: Bahamák „Ezüst Jubileumi Díj” a Bahamák „spirituális, társadalmi és vallási fejlődés” területén nyújtott szolgálatáért[8]
- 2004: „Az év öregdiákja”, Oral Roberts Egyetem[9]

## Könyvei
Munroe számos könyv (közülük 16 bestseller) és bibliai témájú tanulmányi kalauz szerzője és társszerzője. A könyvei angolul, valamint spanyol és portugál nyelvre lefordítva jelentek meg. Rengeteg motivációs és bibliai témájú tanítás előadója.
- "Single, Married, Separated, and Life After Divorced"
- "Understanding the Purpose and Power of Men"
- "Understanding the Purpose and Power of a Woman"
- "The Most Important Person on Earth"
- "Purpose and Power of Love in Marriage"
- "The Fatherhood Principle"
- "Myles Munroe on Relationship"
- "The Power of Freedom"
- "Waiting and not Dating"
- "Kingdom Parenting"
- "God's Big Idea"
- "Rediscovering the Kingdom"
- "Kingdom Principles: Preparing for Kingdom Experience and Expansion"
- "Applying the Notion: Rediscovering the Priority of God for Mankind"
- "Understanding the Purpose and Power of Prayer: How to Call Heaven to Earth"
- "Rediscovering Faith"
- "Purpose and Power of Praise and Worship"
- "Rediscovering Kingdom Worship"
- "Understanding Your Potential"
- "Uncover Your Potential: You are More than You Realize"
- "Releasing Your Potential: Exposing the Hidden You"
- "Maximizing Your Potential"
- "The Pursuit of Purpose"
- "Unfit For Purpose"
- "Becoming a Father"
- "The Spirit of Leadership"
- "The Principles and Power of Vision"
- "Principles and Benefits of Change"
- "In Charge"
- "Overcoming Crisis"
- "The Glory of Living: Keys to Releasing Your Personal Glory"
- "Purpose And Power Of Authority"
- "Power Of Character In Leadership: How Values, Morals, Ethics, and Principles Affect Leaders"
- "Kingdom Citizenship"
- "Passing It On"

## Fordítás
Ez a szócikk részben vagy egészben  a   Myles Munroe című angol Wikipédia-szócikk ezen változatának fordításán alapul.  Az eredeti cikk szerkesztőit annak laptörténete sorolja fel. Ez a jelzés csupán a megfogalmazás eredetét és a szerzői jogokat jelzi, nem szolgál a cikkben szereplő információk forrásmegjelöléseként.